# Mondouzil
Mondouzil település Franciaországban, Haute-Garonne megyében. Lakosainak száma 213 fő (2022. január 1.). Mondouzil Beaupuy, Mons, Lavalette, Montrabé és Pin-Balma községekkel határos.

## Népesség
A település népességének változása:
| Lakosok száma | 119  | 126  | 137  | 219  | 242  | 236  | 235  | 224  | 219  | 213  |
|               | 1968 | 1982 | 1990 | 2006 | 2013 | 2015 | 2017 | 2019 | 2020 | 2022 |